# 아키군 (고치현)

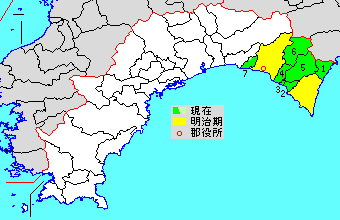
고치현 아키군의 위치

아키군(일본어: 安芸郡, あきぐん)은 일본 고치현(도사국)의 군이다.
인구 14,304명, 면적 563.12km², 인구밀도 25.4명/km².(2025년 3월 1일, 추계인구)
이하 4정 3촌이 구성된다.
- 다노정(田野町)
- 도요정(東洋町)
- 나하리정(奈半利町)
- 야스다정(安田町)
- 우마지촌(馬路村)
- 기타가와촌(北川村)
- 게이세이촌(芸西村)